# Anastassija Nikolajewna Kuleschowa
Anastassija Nikolajewna Kuleschowa, geborene Sedowa (russisch Анастасия Николаевна Кулешова; * 4. Februar 1995 in Sarow) ist eine russische Skilangläuferin.

## Werdegang
Sedowa lief im Dezember 2011 in Krasnogorsk erstmals im Eastern-Europe-Cup. Dabei belegte sie den 24. Platz im Sprint. Bei den Olympischen Jugend-Winterspielen 2012 in Innsbruck gewann sie die Silbermedaille mit der Mixed-Staffel und die Goldmedaille über 5 km klassisch. Zudem errang sie den 15. Platz im Sprint. Im Dezember 2012 erreichte sie mit dem zweiten Platz in Krasnogorsk über 10 km Freistil ihre erste Podestplatzierung im Eastern-Europe-Cup. Im folgenden Jahr holte sie bei den Nordischen Junioren-Skiweltmeisterschaften 2013 in Liberec die Bronzemedaille über 5 km Freistil und die Silbermedaille mit der Staffel. Im Skiathlon wurde sie Vierte. Beim Europäischen Olympischen Winter-Jugendfestival 2013 in Predeal gewann sie die Silbermedaille über 7,5 km Freistil und jeweils die Goldmedaille mit der Mixed-Staffel und über 5 km klassisch. Auch im Jahr 2014 konnte sie bei Juniorenmeisterschaften Medaillen gewinnen. Bei den Nordischen Junioren-Skiweltmeisterschaften 2014 im Fleimstal holte sie die Bronzemedaille über 5 km klassisch und die Silbermedaille mit der Staffel. Im März 2014 wurde sie russische Juniorenmeisterin über 5 km klassisch und über 10 km Freistil.
Bei den Nordischen Junioren-Skiweltmeisterschaften 2015 in Almaty errang Sedowa den fünften Platz im Skiathlon. Mit der Staffel und über 5 km Freistil holte sie die Silbermedaille. Im März 2015 wurde sie erneut russische Juniorenmeisterin über 5 und über 10 km. Zudem siegte sie im Skiathlon. In der Saison 2015/16 kam sie im Eastern-Europe-Cup in Rybinsk auf den zweiten Platz im Skiathlon. Im Februar 2016 holte sie bei den U23-Skiweltmeisterschaften 2016 in Rasnov Bronze über 10 km Freistil und Gold über 10 km klassisch. Im folgenden Monat siegte sie bei den russischen Meisterschaften im Skiathlon. Zu Beginn der Saison 2016/17 debütierte sie in Ruka im Skilanglauf-Weltcup. Dabei holte sie mit dem 19. Platz über 10 km klassisch ihre ersten Weltcuppunkte. Bei der folgenden Weltcup-Minitour in Lillehammer belegte sie den 25. Platz. Im Februar 2017 erreichte sie in Otepää mit dem siebten Platz über 10 km klassisch ihre erste Top-Zehn-Platzierung im Weltcup. Beim Saisonhöhepunkt den nordischen Skiweltmeisterschaften 2017 in Lahti kam sie auf den 11. Platz über 10 km klassisch, auf den neunten Rang im Skiathlon und auf den fünften Platz mit der Staffel. Zum Saisonende kam sie beim Weltcup-Finale in Québec auf den 26. Platz und erreichte den 40. Platz im Gesamtweltcup, den 29. Rang im Distanzweltcup und den fünften Platz im U23-Weltcup. Anfang April 2017 wurde sie in Chanty-Mansijsk russische Meisterin im 30-km-Massenstartrennen und Zweite über 10 km Freistil. Zu Beginn der Saison 2017/18 errang sie den 18. Platz beim Ruka Triple und mit drei Top-Zehn-Platzierungen den siebten Platz bei der Tour de Ski 2017/18. Bei den U23-Weltmeisterschaften 2018 in Goms gewann sie die Goldmedaille im Skiathlon. Beim Saisonhöhepunkt, den Olympischen Winterspielen 2018 in Pyeongchang, holte sie die Bronzemedaille mit der Staffel. Zum Saisonende kam sie beim Weltcupfinale in Falun auf den 22. Platz und belegte abschließend den 16. Platz im Gesamtweltcup, den 14. Rang im Distanzweltcup und den zweiten Platz im U23-Weltcup. Ende März 2018 wurde sie in Syktywkar russische Meisterin im Skiathlon.
Nach Platz fünf über 15 km Freistil in Beitostølen und Rang acht über 10 km Freistil in Davos zu Beginn der Saison 2018/19, errang Sedowa bei der Tour de Ski 2018/19 mit vier dritten Plätzen, den vierten Platz in der Tourwertung. Bei den nordischen Skiweltmeisterschaften 2019 in Seefeld in Tirol gewann sie mit der Staffel die Bronzemedaille. In den Einzelrennen kam sie dort auf den 14. Platz im 30-km-Massenstartrennen, auf den neunten Rang im Skiathlon und auf den sechsten Platz über 10 km klassisch. Beim Weltcupfinale in Québec lief sie auf den 16. Platz und erreichte abschließend den 12. Platz im Gesamtweltcup und den neunten Rang im Distanzweltcup.

## Teilnahmen an Weltmeisterschaften und Olympischen Winterspielen

### Olympische Spiele
| Jahr und Ort     | Wettbewerb | Wettbewerb | Wettbewerb | Wettbewerb | Wettbewerb | Wettbewerb |
| Jahr und Ort     | 10 km      | Skiathlon  | 30 km      | Sprint     | Staffel    | Teamsprint |
| ---------------- | ---------- | ---------- | ---------- | ---------- | ---------- | ---------- |
| Pyeongchang 2018 | 8.         | 12.        | 11.        | –          | 3.         | –          |

### Nordische Skiweltmeisterschaften
| Jahr und Ort | Wettbewerb | Wettbewerb | Wettbewerb | Wettbewerb | Wettbewerb | Wettbewerb |
| Jahr und Ort | 10 km      | Skiathlon  | 30 km      | Sprint     | Staffel    | Teamsprint |
| ------------ | ---------- | ---------- | ---------- | ---------- | ---------- | ---------- |
| Lahti 2017   | 11.        | 8.         | –          | –          | 5.         | –          |
| Seefeld 2019 | 6.         | 9.         | 14.        | –          | 3.         | –          |

## Platzierungen im Weltcup

### Weltcup-Statistik
Die Tabelle zeigt die erreichten Platzierungen im Einzelnen.
- 1.–3. Platz: Anzahl der Podiumsplatzierungen
- Top 10: Anzahl der Platzierungen unter den ersten zehn
- Punkteränge: Anzahl der Platzierungen innerhalb der Punkteränge
- Starts: Anzahl gelaufener Rennen in der jeweiligen Disziplin
- Hinweis: Bei den Distanzrennen erfolgt die Einordnung gemäß FIS.

| Platzierung               | Distanzrennen a | Distanzrennen a | Distanzrennen a | Distanzrennen a | Distanzrennen a | Skiathlon Verfolgung | Sprint | Etappen- rennen b | Gesamt | Team   | Team    |
| Platzierung               | ≤ 5 km          | ≤ 10 km         | ≤ 15 km         | ≤ 30 km         | > 30 km         | Skiathlon Verfolgung | Sprint | Etappen- rennen b | Gesamt | Sprint | Staffel |
| ------------------------- | --------------- | --------------- | --------------- | --------------- | --------------- | -------------------- | ------ | ----------------- | ------ | ------ | ------- |
| 1. Platz                  |                 |                 |                 |                 |                 |                      |        |                   |        |        |         |
| 2. Platz                  |                 |                 |                 |                 |                 |                      |        |                   |        |        |         |
| 3. Platz                  |                 | 3               |                 |                 |                 | 1                    |        |                   | 4      |        |         |
| Top 10                    |                 | 11              | 1               |                 |                 | 3                    |        | 2                 | 17     |        | 2       |
| Punkteränge               | 1               | 20              | 3               |                 |                 | 10                   | 1      | 7                 | 42     |        | 2       |
| Starts                    | 1               | 20              | 3               |                 |                 | 10                   | 8      | 7                 | 49     |        | 2       |
| Stand: Saisonende 2018/19 |                 |                 |                 |                 |                 |                      |        |                   |        |        |         |

### Weltcup-Gesamtplatzierungen
| Saison  | Gesamt | Gesamt | Distanz | Distanz | Sprint | Sprint |
| Saison  | Punkte | Platz  | Punkte  | Platz   | Punkte | Platz  |
| ------- | ------ | ------ | ------- | ------- | ------ | ------ |
| 2016/17 | 146    | 40.    | 124     | 29.     | -      | -      |
| 2017/18 | 474    | 16.    | 286     | 14.     | -      | -      |
| 2018/19 | 613    | 12.    | 377     | 9.      | 6      | 73.    |